# 科西莫一世房间
43°46′8.86″N 11°15′23.59″E / 43.7691278°N 11.2565528°E
科西莫一世房间（Studiolo di Cosimo I）是佛罗伦萨旧宫内的一个艺术书斋（Studiolo）。
科西莫一世房间建于1545年左右，位于该建筑的夹层，距离科西莫的卧室（他于1540年搬到旧宫）不远，这是一个四角形的小房间，房间的墙壁上是带木门的衣柜，拱顶绘有湿壁画。在Via della Ninna 街上开一扇小窗户。这里是公爵的私人密室，连仆人都不允许进去。这里存放公爵的珍奇物品和个人文件，包括药用植物和其他具有科学意义的物品。
1559年，乔尔乔·瓦萨里团队将房间重新装修，在天花板上画了四位福音传道者，在拱顶里创作了艺术和缪斯女神的化身：“绘画”、“雕塑”、“建筑”和“音乐”在四角；“天文学”、“哲学”、“诗歌”和“几何”在四边；而福音传道者在中央。
科西莫一世房间是旧宫内建造的第一个艺术书斋，早于他儿子弗朗切斯科一世建造的最大、最著名的弗朗切斯科一世房间。与父亲的艺术书斋不同，弗朗西斯禁止在艺术书斋的装饰中进行任何宗教描绘，为了最大程度的隔离，没有开任何窗户。
在18世纪，洛林王朝放弃使用宫殿，它就不为人所知。1908年修复时重新发现。
从弗朗切斯科一世房间经两个楼梯就可以到达科西莫一世房间。如今，这两个彼此非常接近的艺术书斋可以在博物馆导游的陪同下参观。